# Тарасенкова Ніна Анатоліївна
Тарасенкова Ніна Анатоліївна нар. 31 березня 1959 р., у м. Черкаси, завідувач кафедри математики та методики навчання математики Черкаського національного університету імені Богдана Хмельницького, доктор педагогічних наук (2004), професор (2005).

## Освіта, службова кар'єра
У 1981 р. закінчила механіко-математичний факультет Київського державного університету імені Тараса Шевченка. У тому ж році розпочала трудову діяльність на посаді вчителя математики Черкаської середньої школи № 3. Від 1985 р. — в Черкаському державному педагогічному інституті (згодом університеті): асистент, доцент, професор, завідувач кафедр фізико-математичного факультету. У 2008—2014 рр. обіймала посаду проректора з наукової роботи вказаного ВНЗ. Від 2014 р. й дотепер — завідувач кафедри математики та методики навчання математики Черкаського національного університету імені Богдана Хмельницького.

## Наукові досягнення
Пріоритетним напрямом наукових зацікавлень професора Н. А. Тарасенкової є теорія та методика навчання математики. Розробила наукові основи використання знаково-символічних засобів у навчанні математики, теоретичні положення семіотичного підходу до математичної освіти, основи теорії К-задач, дидактичні засади активізації навчально-пізнавальної діяльності учнів в умовах лекційно-практичної системи. Нині працює над розробкою теорії та інструментарію запровадження компетентнісного підходу в математичній освіті.
Є автором понад 500 наукових праць. Серед них 3 монографії, близько 150 статей у наукових фахових виданнях України та інших країн, понад 140 посібників, більшість з яких видано з грифом Міністерства освіти і науки України. Підручники з математики для 5-6 класів і 10-11 класів (рівень стандарту), з геометрії для 7-11 класів та алгебри для 7-9 класів є переможцями Всеукраїнських конкурсів шкільних підручників, перекладені мовами національних меншин України. Навчально-методичні комплекси, які створено до кожного з підручників, широко застосовуються в школах, ліцеях, гімназіях України.
Є активним учасником процесу реформування системи освіти в Україні: брала участь у проекті «Рівний доступ до якісної освіти» з розробки рамкових основ змісту (Національного курикулуму) загальної середньої освіти в освітній галузі «Математика»; розробляла із співавторами шкільні програми з математики (2005 р., 2011—2013 рр., 2015 р., 2017 р.); була членом журі різноманітних усеукраїнських і регіональних конкурсів учнів і учителів.
Створила наукову школу в галузі теорії та методики навчання математики, яка відома науковій громадськості України, Білорусі, Болгарії, Казахстану, країн Балтії, Польщі, Словаччини, США, Угорщини. Під керівництвом Н. А. Тарасенкової захищено 3 докторських і 13 кандидатських дисертацій.
Нині бере участь у виконанні наукового проекту «Теоретичне та методичне забезпечення якісної математичної освіти загальноосвітніх і вищих навчальних закладів в умовах євроінтеграції» (№ 0115U000639), що фінансується з Державного бюджету.
В університеті створила й очолила науково-дослідну лабораторію математичної освіти, заочні математичні студії для школярів «Я і моя математика».
Здійснює наукове керівництво експериментальним майданчиком МОН України, який створено на базі Черкаської загальноосвітньої школи І ІІІ ступенів № 15 Черкаської міської ради Черкаської області.
Започаткувала проведення і нині є науковим куратором Міжнародної науково-методичної конференції «Проблеми математичної освіти», яка проводиться на базі ННІ фізики, математики та КІС Черкаського національного університету (2005 р., 2007 р., 2009 р., 2010 р., 2013 р., 2015 р.).
Входить до складу редакційної ради науково-методичного журналу «Математика в сучасній школі» (МОНУ, НАПНУ), є почесним головним редактором наукового індексованого журналу «Science and education a new dimension» (Угорщина), членом редакційних колегій наукових журналів «Актуальні питання природничо-математичної освіти», «Вісник Черкаського університету» (до 2014 р.), «Дидактика математики: проблеми і дослідження» (до 2015 р.), «American Journal of Educational Research» (США), Universal Journal of Educational Research (США). Як головний запрошений редактор підготувала 3 спецвипуски «Ensuring the quality of higher education» журналу «American Journal of Educational Research» (США). Є членом різноманітних наукових асоціацій та товариств, зокрема: European Association for Research on Learning and Instruction (EARLI), Belgium (з 2010 р.), Association of the Professors of Slavonic Countries, Bulgaria (з 2013 р.), Society for Cultural and Scientific Progress in Central and Eastern Europe; Hungary (з 2013 р.), Українська асоціація дослідників освіти (з 2017 р.).

## Нагороди
- Нагрудний знак: «Відмінник освіти України» (2005);
- Нагрудний знак: «За наукові досягнення» (2009);
- Медаль Національної академії педагогічних наук України: «Григорій Сковорода» (2011);
- Медаль НАПН «Ушинський К. Д.» (2014);
- Почесна грамота: Міністерства освіти і науки України (2002);
- Почесна грамота: Черкаської обласної державної адміністрації (2004);
- Почесна грамота: Національної академії педагогічних наук України (2009);
- Почесна грамота: Департаменту освіти і науки Черкаської обласної державної адміністрації (2013).

## Основні праці
- Тарасенкова Н. А. Використання знаково-символічних засобів у навчанні математики: [монографія] / Н. А. Тарасенкова. — Черкаси: Відлуння-Плюс, 2002. — 400 с.
- Кузьмінський А. І. Наукові засади методичної підготовки майбутнього вчителя математики: [монографія] / А. І. Кузьмінський, Н. А. Тарасенкова, І. А. Акуленко. — Черкаси: Вид. від. ЧНУ ім. Б. Хмельницького, 2009. — 320 с.
- Організація навчально-виховного процесу в багатопрофільній школі: [монографія] / Н. А. Тарасенкова, І. А. Акуленко, І. В. Лов'янова [та ін.]. — Черкаси: [б. в.], 2013. — 272 с.
- Conceptual framework for improving the mathematical training of young people: monograph / Akulenko I., Bochko O., Bogatyrova I. [etc] ; Eds. prof. N. Tarasenkova, & L. Kyba. — Budapest: SCASPEE, 2016. — 212 p.
- Peculiarities of content of PhD educational and research programs in the specialty 014 Secondary Education (Mathematics) / N.
- Бурда М. І. Геометрія: [підруч. для 7 кл. загальноосвіт. навч. закл.] / М. І. Бурда, Н. А. Тарасенкова. — Київ: Зодіак-ЕКО, 2007. — 208 с.
- Бурда М. І. Геометрія: [підруч. для 8 кл. загальноосвіт. навч. закл.] / М. І. Бурда, Н. А. Тарасенкова. — Київ: Зодіак-ЕКО, 2008. — 240 с.
- Бурда М. І. Геометрія: [підруч. для 9 кл. загальноосвіт. навч. закл.] / М. І. Бурда, Н. А. Тарасенкова. — К. : Зодіак-ЕКО, 2009. — 240 с.
- Бурда М. І. Геометрія: [підруч. для 10 кл. загальноосвіт. навч. закл. : академічний рівень] / М. І. Бурда, Н. А. Тарасенкова. — Київ: Зодіак-ЕКО, 2010. — 176 с.
- Математика: [підруч. для 10 кл. загальноосвіт. навч. закл. : рівень стандарту] / М. І. Бурда, Т. В. Колесник, Ю. І. Мальований, Н. А. Тарасенкова. — Київ: Зодіак-ЕКО, 2010. — 288 с.
- Бурда М. І. Геометрія: [підруч. для 7 кл. загальноосвіт. навч. закл.] / М. І. Бурда, Н. А. Тарасенкова. — Київ: Видавн. дім «Освіта», 2011. — 208 с.
- Бурда М. І. Геометрія: [підруч. для 8 кл. загальноосвіт. навч. закладів] / М. І. Бурда, Н. А. Тарасенкова. — Київ: Видавн. дім «Освіта», 2011. — 240 с.
- Бурда М. І. Геометрія: [підруч. для 9 кл. загальноосвіт. навч. закладів] / М. І. Бурда, Н. А. Тарасенкова. — Київ: Видавн. дім «Освіта», 2011. — 240 с.
- Бурда М. І. Геометрія: [підруч. для 10 кл. загальноосвіт. навч. закладів: академічний рівень] / М. І. Бурда, Н. А. Тарасенкова. — Київ: Видавн. дім «Освіта», 2011. — 176 с.
- Математика: [підруч. для 10 кл. загальноосвіт. навч. закладів: рівень стандарту] / М. І. Бурда, Т. В. Колесник, Ю. І. Мальований, Н. А. Тарасенкова. — Київ: Видавн. дім «Освіта», 2011. — 288 с.
- Математика: [підруч. для 5 кл. загальноосв. навч. закл.] / Н. А. Тарасенкова, І. М. Богатирьова, О. П. Бочко [та ін.]. — Київ: ВД «Освіта», 2013. — 352 с.
- Геометрія: [підруч. для 11 кл. загальноосвіт. навч. закл. : академічний та профільний рівні] / М. І. Бурда, Н. А. Тарасенкова, І. М. Богатирьова [та ін.]. — Київ: Видавн. дім «Освіта», 2013. — 304 с.
- Математика: [підруч. для 6 кл. загальноосв. навч. закл.] / Н. А. Тарасенкова, І. М. Богатирьова, О. М. Коломієць, З. О. Сердюк. — Київ: ВД «Освіта», 2014. — 304 с.
- Математика: [підруч. для 5 кл. спец. загальноосвіт. навч. закл. для дітей зі зниженим зором] / Н. А. Тарасенкова, І. М. Богатирьова, О. П. Бочко [та ін.]. — Київ: ВД «Освіта», 2014. — 224 с.
- Алгебра: [підруч. для 7 кл. загальноосв. навч. закл.] / Н. А. Тарасенкова, І. М. Богатирьова, О. М. Коломієць, З. О. Сердюк. — Київ: Видавн. дім «Освіта», 2015. — 304 с.
- Бурда М. І. Геометрія: [підруч. для 7 кл. загальноосвіт. навч. закл.] / М. І. Бурда, Н. А. Тарасенкова. — Київ: Видавн. дім «Освіта», 2015. — 208 с.
- Алгебра: [підруч. для 8 кл. загальноосв. навч. закл.] / Н. А. Тарасенкова, І. М. Богатирьова, О. М. Коломієць, З. О. Сердюк. — Київ: УОВЦ «Оріон», 2016. — 336 с.
- Бурда М. І. Геометрія: [підруч. для 8 кл. загальноосвіт. навч. закл.] / М. І. Бурда, Н. А. Тарасенкова. — Київ: УОВЦ «Оріон», 2016. — 224 с.
- Математика: [підруч. для 5 кл. спец. загальноосвіт. навч. закл. для сліпих дітей: надрук. рельєфно-крапковим шрифтом Брайля з видання підруч. для загальноосвіт. навч. закл.]: у 6 ч. Ч. 1 (§§ 1 — 5). / Н. А. Тарасенкова, І. М. Богатирьова, О. П. Бочко [та ін.] ; адаптація: І. М. Гудим, Г. О. Снігир. — Київ: ДСВ «Освіта», 2016. — 140 с.
- Математика: [підруч. для 5 кл. спец. загальноосвіт. навч. закл. для сліпих дітей: надрук. рельєфно-крапковим шрифтом Брайля з видання підруч. для загальноосвіт. навч. закл.]: у 6 ч. Ч. 2 (§§ 6 — 11) / Н. А. Тарасенкова, І. М. Богатирьова, О. П. Бочко [та ін.] ; адаптація: І. М. Гудим, Г. О. Снігир. — Київ: ДСВ «Освіта», 2016. — 140 с.
- Математика: [підруч. для 5 кл. спец. загальноосвіт. навч. закл. для сліпих дітей: надрук. рельєфно-крапковим шрифтом Брайля з видання підруч. для загальноосвіт. навч. закл.]: у 6 ч. Ч. 3 (§§ 12 — 18). / Н. А. Тарасенкова, І. М. Богатирьова, О. П. Бочко [та ін.] ; адаптація: І. М. Гудим, Г. О. Снігир. — Київ: ДСВ «Освіта», 2016. — 140 с.
- Математика: [підруч. для 5 кл. спец. загальноосвіт. навч. закл. для сліпих дітей: надрук. рельєфно-крапковим шрифтом Брайля з видання підруч. для загальноосвіт. навч. закл.]: у 6 ч. Ч. 4 (§§ 19 — 25) / Н. А. Тарасенкова, І. М. Богатирьова, О. П. Бочко [та ін.] ; адаптація: І. М. Гудим, Г. О. Снігир. — Київ: ДСВ «Освіта», 2016. — 140 с.
- Математика: [підруч. для 5 кл. спец. загальноосвіт. навч. закл. для сліпих дітей: надрук. рельєфно-крапковим шрифтом Брайля з видання підруч. для загальноосвіт. навч. закл.]: у 6 ч. Ч. 5 (§§ 26 — 31) / Н. А. Тарасенкова, І. М. Богатирьова, О. П. Бочко [та ін.] ; адаптація: І. М. Гудим, Г. О. Снігир. — Київ: ДСВ «Освіта», 2016. — 140 с.
- Математика: [підруч. для 5 кл. спец. загальноосвіт. навч. закл. для сліпих дітей: надрук. рельєфно-крапковим шрифтом Брайля з видання підруч. для загальноосвіт. навч. закл.]: у 6 ч. — Ч. 6 (§§ 32 — 36) / Н. А. Тарасенкова, І. М. Богатирьова, О. П. Бочко [та ін.] ; адаптація: І. М. Гудим, Г. О. Снігир. — Київ: ДСВ «Освіта», 2016. — 140 с.
- Усні вправи з геометрії для 7 класу: [метод. посіб.] / Н. А. Тарасенкова, М. І. Бурда, О. П. Воловик, Н. А. Тарасюк ; за ред.: Н. А. Тарасенкової, М. І. Бурди. — Київ: Видавн. дім «Освіта», 2015. — 96 с.
- Задачі підвищеної складності з геометрії для 7 класу: [метод. посіб.] / Н. А. Тарасенкова, М. І. Бурда, М. В. Босовський [та ін.] ; за ред.: Н. А. Тарасенкової, М. І. Бурди. — Київ: Видавн. дім «Освіта», 2015. — 48 с.
- Експрес-контроль з геометрії для 7 класу: [навч.-метод. посіб.] / Н. А. Тарасенкова, М. І. Бурда, І. М. Богатирьова [та ін.] ; за ред.: Н. А. Тарасенкової, М. І. Бурди. — Київ: Видавн. дім «Освіта», 2016. — 96 с.